# Ali Mohammed el-Sayed
Ali Mohammed el-Sayed (in arabo علي محمد السيد‎?; 1911) è stato un cestista egiziano.

## Carriera
Con l'Egitto ha disputato i Giochi olimpici del 1936 e i Campionati europei del 1937.